# Kalanchoe bouvetii
Kalanchoe bouvetii ist eine Pflanzenart der Gattung Kalanchoe in der Familie der Dickblattgewächse (Crassulaceae).

## Beschreibung

### Vegetative Merkmale
Kalanchoe bouvetii ist eine ausdauernde Pflanze, die Wuchshöhen von 10 bis 40 Zentimeter erreicht. Ihre mit aufgerichteten Enden kriechenden Triebe sind mit langen einfachen Haaren sowie kürzeren, drüsigen Haaren bedeckt. Die Laubblätter steriler Triebe sind dick und mehr oder weniger lang mit einfachen Haaren behaart. Der Blattstiel ist 5 bis 6 Millimeter lang. Die Blattspreite ist 1,5 bis 3 Zentimeter lang und 0,5 bis 1 Zentimeter breit. Die Blätter blühender Triebe sind dünn und 7 bis 10 Millimeter lang gestielt.  Ihre grüne, braun gefleckte, längliche bis etwas linealische Spreite weist eine Länge von 6 bis 7,5 Zentimeter und eine Breite von 0,5 bis 2,5 Zentimeter auf. Ihre Spitze ist zugespitzt bis stumpf, die Basis verschmälert. Der Blattrand ist unregelmäßig gekerbt.

### Generative Merkmale
Der Blütenstand besteht aus ebensträußigen Rispen und erreichte eine Länge von 3 bis 19 Zentimeter. Die hängenden, lang behaarten und drüsigen Blüten stehen an lang behaarten und drüsigen, 3 bis 7 Millimeter langen Blütenstielen. Der Kelchröhre ist 2 bis 3,5 Millimeter lang. Die dreieckigen, leicht zugespitzten Kelchzipfel weisen eine Länge von 2 bis 3,5 Millimeter auf und sind 1,5 bis 2,4 Millimeter breit. Die Blütenkrone ist weiß oder rosa- bis purpurfarben. Die mehr oder weniger vierkantige Kronröhre ist 11 bis 23 Millimeter lang. Ihre verkehrt eiförmige, zugespitzten Kronzipfel weisen eine Länge von 3 bis 6 Millimeter auf und sind 2,5 bis 4,5 Millimeter breit. Die Staubblätter sind an oder oberhalb der Mitte der Kronröhre angeheftet und ragen nicht aus der Blüte heraus. Die eiförmigen Staubbeutel sind 0,5 bis 1 Millimeter lang. Die linealischen, spitzen Nektarschüppchen weisen eine Länge von etwa 3 Millimeter auf. Das länglich eiförmige Fruchtblatt weist eine Länge von 5 bis 8 Millimeter auf. Der Griffel ist 7 bis 17 Millimeter lang.
Die verkehrt eiförmigen Samen erreichen eine Länge von etwa 0,7 Millimeter.

## Systematik und Verbreitung
Kalanchoe bouvetii ist im Nordwesten von Madagaskar auf feuchten, schattigen Felsen verbreitet.
Die Erstbeschreibung durch Raymond-Hamet und Henri Perrier de La Bâthie wurde 1914 veröffentlicht.

## Nachweise